# Bella ciao
Bella ciao poznata je talijanska antifašistička pjesma iz Drugoga svjetskog rata posvećena talijanskim partizanima koji su se borili protiv okupacije nacističke Njemačke.

## Povijest
Pjesma je nastala još krajem 19. stoljeća, kada su je pjevale radnice na rižinim poljima u sjevernoj Italiji. Tijekom Drugog svjetskog rata talijanski partizani pjesmu su preuzeli u borbi protiv njemačkoga okupatora i talijanskih fašista te se i danas često pjeva kao protestna pjesma koja simbolizira otpor i želju za slobodom.

## Tekst pjesme partizana iz Drugog svjetskog rata
| Talijanski jezik (izovrni)Una mattina mi son svegliato, o bella ciao, bella ciao, bella ciao ciao ciao! Una mattina mi son svegliato e ho trovato l'invasor. O partigiano portami via, o bella ciao, bella ciao, bella ciao ciao ciao o partigiano portami via che mi sento di morir. E se io muoio da partigiano, o bella ciao, bella ciao, bella ciao ciao ciao, e se io muoio da partigiano tu mi devi seppellir. Seppellire lassù in montagna, o bella ciao, bella ciao, bella ciao ciao ciao, seppellire lassù in montagna sotto l'ombra di un bel fior. E le genti che passeranno, o bella ciao, bella ciao, bella ciao ciao ciao, e le genti che passeranno mi diranno «che bel fior.» Questo è il fiore del partigiano, o bella ciao, bella ciao, bella ciao ciao ciao, questo è il fiore del partigiano morto per la libertà | Prijevod na hrvatski jezikJednog dana, kad se probudih, O bela ćao, bela ćao, bela ćao, ćao, ćao! I jednog dana, kad se probudih, I okupator bješe tu U partizane, ja moram poći, O bela ćao, bela ćao, bela ćao, ćao, ćao! U partizane, ja moram poći, jer osjećam da ću umrijeti I ako umrem, kao partizan, O bela ćao, bela ćao, bela ćao, ćao, ćao! I ako umrem, kao partizan, Ti iskopaj meni grob. Sahrani me gore, u planinama O bela ćao, bela ćao, bela ćao, ćao, ćao! Sahrani me gore, u planinama Ispod sjenke divnog cvijeta I svi oni ljudi, koji tu prođu, O bela ćao, bela ćao, bela ćao, ćao, ćao! I svi oni ljudi, koji tu prođu, Reći će „kakav divan cvijet” I ovo je cvijet partizana O bela ćao, bela ćao, bela ćao, ćao, ćao! I ovo je cvijet partizana koji je umro za slobodu. |